# Ośrodek Narciarsko-Rekreacyjny Ryterski Raj w Rytrze
Ośrodek Narciarsko-Rekreacyjny Ryterski Raj w Rytrze – ośrodek narciarski położony w Rytrze w Beskidzie Sądeckim (Pasmo Radziejowej) na północnym zboczu Jastrzębskiej Góry (675 m n.p.m.).

## Kolej i wyciągi
W skład kompleksu wchodzą:
- kolej krzesełkowa z krzesełkami 4-osobowymi, firmy Doppelmayr typu 4CFL, o długości 800 m i przepustowości 2000 osób na godzinę[2]
- wyciąg talerzykowy firmy Sztokfisz o długości 300 m i przepustowości 900 osób na godzinę[2]
- ruchomy chodnik dla dzieci o długości 30 m i przepustowości 600 osób na godzinę firmy SunKid[2].

## Trasy
| Nazwa trasy | Trudność  | Start                              | Start                 | Meta                               | Meta                  | Dłu- gość (m) | Prze- wyż- sze- nie (m) | Na- chy- le- nie (%) | Oś- wie- tle- nie | Sztucz- ne naśnie- żanie | Homologacja FIS         | Homologacja FIS | Homologacja FIS      |
| Nazwa trasy | Trudność  | nazwa                              | wyso- kość (m n.p.m.) | nazwa                              | wyso- kość (m n.p.m.) | Dłu- gość (m) | Prze- wyż- sze- nie (m) | Na- chy- le- nie (%) | Oś- wie- tle- nie | Sztucz- ne naśnie- żanie | numer                   | ważna do        | uwagi                |
| ----------- | --------- | ---------------------------------- | --------------------- | ---------------------------------- | --------------------- | ------------- | ----------------------- | -------------------- | ----------------- | ------------------------ | ----------------------- | --------------- | -------------------- |
| 1           | czerwona  | górna stacja kolei krzesełkowej    | 628                   | dolna stacja kolei krzesełkowej    | 408                   | 900           | 220                     | 24                   | tak               | tak                      | 10234/11/11 10235/11/11 | 2021-11-01      | GS i SL dla obu płci |
| 2           | niebieska | górna stacja kolei krzesełkowej    | 628                   | dolna stacja kolei krzesełkowej    | 408                   | 1200          | 220                     | 18                   | tak               | tak                      |                         |                 |                      |
| 3           | niebieska | górna stacja wyciągu talerzykowego | ok. 500               | dolna stacja wyciągu talerzykowego | ok. 450               | 350           | 50                      | 14                   | tak               | tak                      |                         |                 |                      |
| 4           | zielona   | wzdłuż ruchomego chodnika          |                       |                                    |                       | 50            | 7                       | 14                   | tak               | tak                      |                         |                 |                      |

W ośrodku znajduje się 2450 m tras zjazdowych o różnym stopniu trudności. Trasy są sztucznie naśnieżane (10 armatek śnieznych), ratrakowane i oświetlone.
Stacja jest członkiem Stowarzyszenia Polskie stacje narciarskie i turystyczne.

## Pozostała infrastruktura
Przy dolnej stacji kolei krzesełkowej znajdują się:
- hotel „Perła Południa”
- karczma, punkt gastronomiczny (grill-bar) i sklep
- serwis i wypożyczalnia sprzętu narciarskiego
- bezpłatne parkingi
- szkoła narciarska oraz szkoła jazdy na snowboardzie „Bliźniak”.

Ponadto ośrodek dysponuje:
- dwukilometrową pętlą do biegów narciarskich,
- tarasem widokowym z krajobrazem Beskidu Sądeckiego (wraz z Karczmą Rogasiowa Chata),
- trasami downhillowymi i rowerowo-rekreacyjnymi,
- parkiem linowym Ablandia,
- kortami tenisowymi,
- dużym parkingiem.

## Operator
Operatorem i właścicielem stacji jest Ośrodek Narciarsko-Rekreacyjny Rytro sp. z o.o. z siedzibą przy Al. Wolności 19,33-300 Nowy Sącz. Prezesem jej zarządu jest Bogusław Franciszek Czerwiński.

## Historia
Spółka Ośrodek Narciarsko-Rekreacyjny Rytro sp. z o.o. została zarejestrowana w KRS w sierpniu 2003 roku. Właścicielem 87,95% udziałów w tej spółce miała spółka Małopolskie Towarzystwo Inwestycyjne sp. z o.o. będąca w 100% własnością Ryszarda Fryca, pozostałe udziały były własnością Gimny Rytro.
Ośrodek został uruchomiony w 2005 roku. Jest właścicielem działek o powierzchni 5,67 ha i dzierżawi działki (z prawem pierwokupu) o powierzchni 22,88 ha.
Stacja została laureatem plebiscytu „Najlepsza Stacja Narciarska Małopolski 2008/2009 – bezpiecznie i rozważnie” organizowanego przez Gazetę Krakowską w kategorii „Duże stacje narciarskie”.
W 2010 roku Małopolskie Towarzystwo Inwestycyjne sprzedało wszystkie swoje udziały w Ośrodku nowym właścicielom: Przedsiębiorstwo Usługowe „Sezam” Sp. z o.o. i Bogusław Czerwiński dysponują po ok. 44% udziałów w Ośrodku, a Gmina Rytro w dalszym ciągu dysponuje 12,05% udziałów w Ośrodku. Prezesem zarządu Ośrodka pozostał Bogusław Czerwiński.